# Gianni Insacco

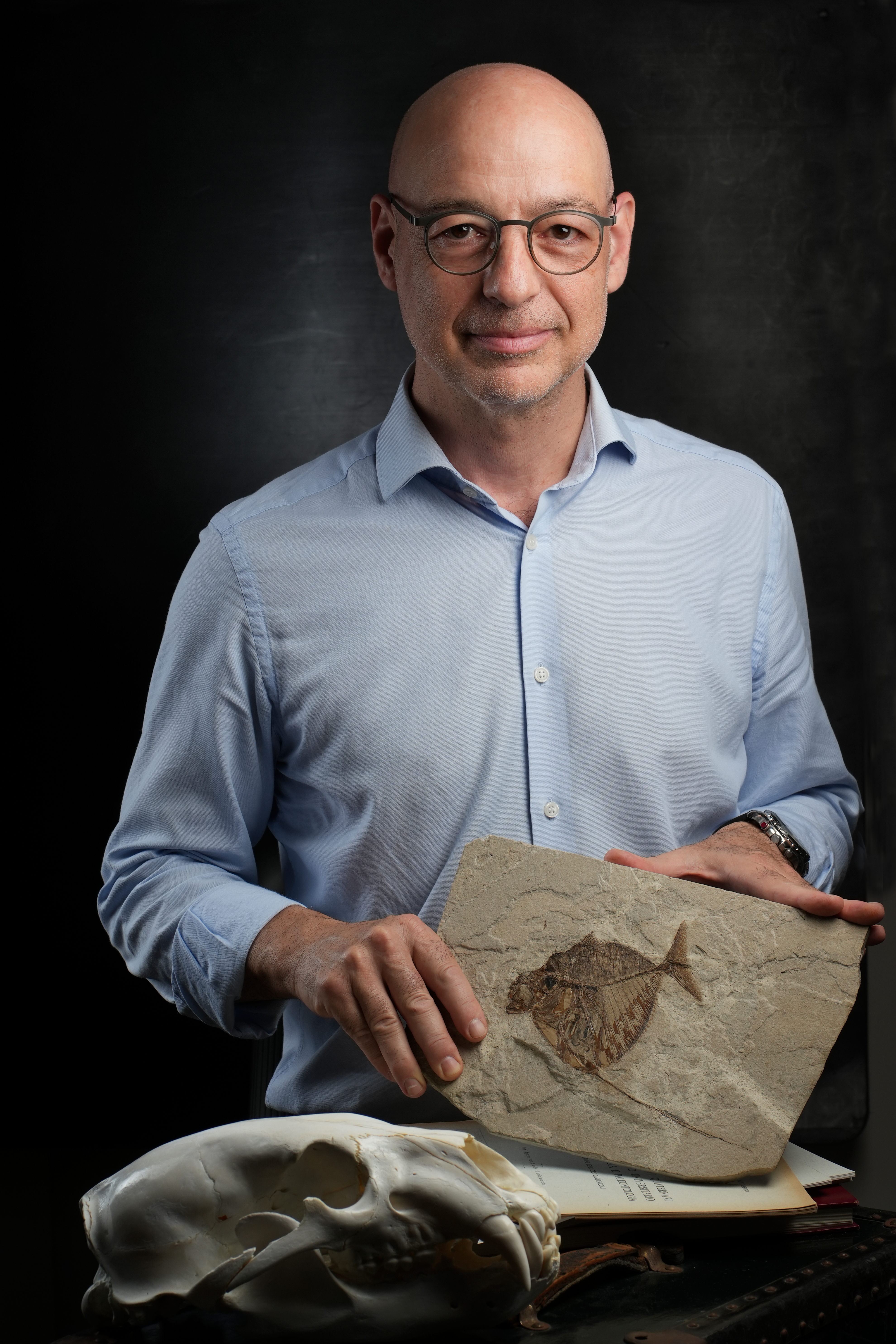
Gianni Insacco nel 2024

Gianni Insacco (Ragusa, 17 novembre 1969) è un paleontologo e zoologo italiano.

## Biografia
Laureatosi in Scienze Naturali presso l'Università degli Studi di Messina nel 2002, è stato sempre attratto fin dall'adolescenza dai resti fossili affioranti nei dintorni di Comiso dove ha cominciato a raccoglierli con pazienza e studiarli.

Dal 1987, già all'età di 17 anni è stato ricercatore esterno presso l'Università di Messina per approfondire i suoi studi e ricerche, seguito dalla prof.ssa Laura Bonfiglio, titolare della Cattedra di Paleontologia della stessa Università.
Insieme ad altri reperti paleontologici terrestri e marini provenienti da altri siti della Sicilia ma anche da altri continenti, compiendo numerose missioni scientifiche di ricerca, ha creato una delle collezioni paleontologiche più importanti e significative della Sicilia, costituita da 7030 reperti vincolata dall'Assessorato Regionale Beni Culturali di Palermo in data 10/06/1996, ma anche per gli importanti ritrovamenti di cetacei fossili del terziario e sui altri resti di vertebrati del quaternario che hanno permesso di offrire una conoscenza dettagliata del patrimonio paleontologico della Sicilia e del territorio ibleo.
Nel 1990 ha conseguito il Primo posto nella selezione nazionale del “22º Concorso per giovani ricercatori" indetto dalla Philips, patrocinato dal Ministero della pubblica istruzione, dal M.U.R.S.T. e dal C.N.R., effettuato presso il Museo della Scienza e della Tecnica di Milano, presentando un lavoro dal titolo: Resti fossili di vertebrati in depositi pleistocenici del territorio di Comiso (Sicilia Sud - Orientale).
Nel 1991 ha conseguito il Premio di Excellence al "Contest for young scientists 1990" indetto dalla CEE a Copenaghen, dall'allora vicepresidente della Commissione Europea Filippo Maria Pandolfi, presentando un lavoro inedito dal titolo: Fossil remains in vertebrates in continental pleistocene deposits in the region of Comiso, South-East Italy.
Dal 1991 è il Conservatore scientifico del Museo Civico di Storia Naturale di Comiso.
Collaboratore della Soprintendenza ai BB.CC.AA., ha partecipato a diverse campagne paleontologiche di scavo nel territorio ragusano e siracusano, dirigendone la parte scientifica ed il recupero dei reperti fossili negli anni 1991-1992, nel 2004-2005 e 2007.
La sua spiccata attitudine verso le scienze naturali e la protezione degli ecosistemi naturali lo ha portato ad essere dal 2000 al 2013 anche il Direttore del Centro Regionale Recupero Fauna Selvatica e Tartarughe Marine del Fondo Siciliano per la Natura di Comiso.
Ha salvato migliaia di animali selvatici come balene, delfini e rapaci, oltre 1500 le tartarughe marine che ha curato, marcato e liberato in oltre vent'anni di attività.
Conduce diverse iniziative di studio e di conservazione sulla fauna selvatica siciliana e sul patrimonio paleontologico dell'isola.
Dal 2003 al 2005 è stato Consigliere del Direttivo nazionale del Centro Studi Cetacei di Milano della Società Italiana di Scienze Naturali.
Nel 2005 è stato nominato dalla Soprintendenza ai BB.CC.AA. di Ragusa come specialista paleontologo per la redazione del Piano Territoriale Provinciale ai fini dell'individuazione e studio dei siti di interesse geo-paleontologico in provincia di Ragusa.
Dal 2005 al 2008 è stato consigliere nel direttivo del Comitato promotore del Parco nazionale dei monti Iblei.
Dal 1991, è l'attuale Direttore scientifico del Museo Civico di Storia Naturale di Comiso e a lui si deve la più importante collezione cetologica e paleontologica del meridione d'Italia.

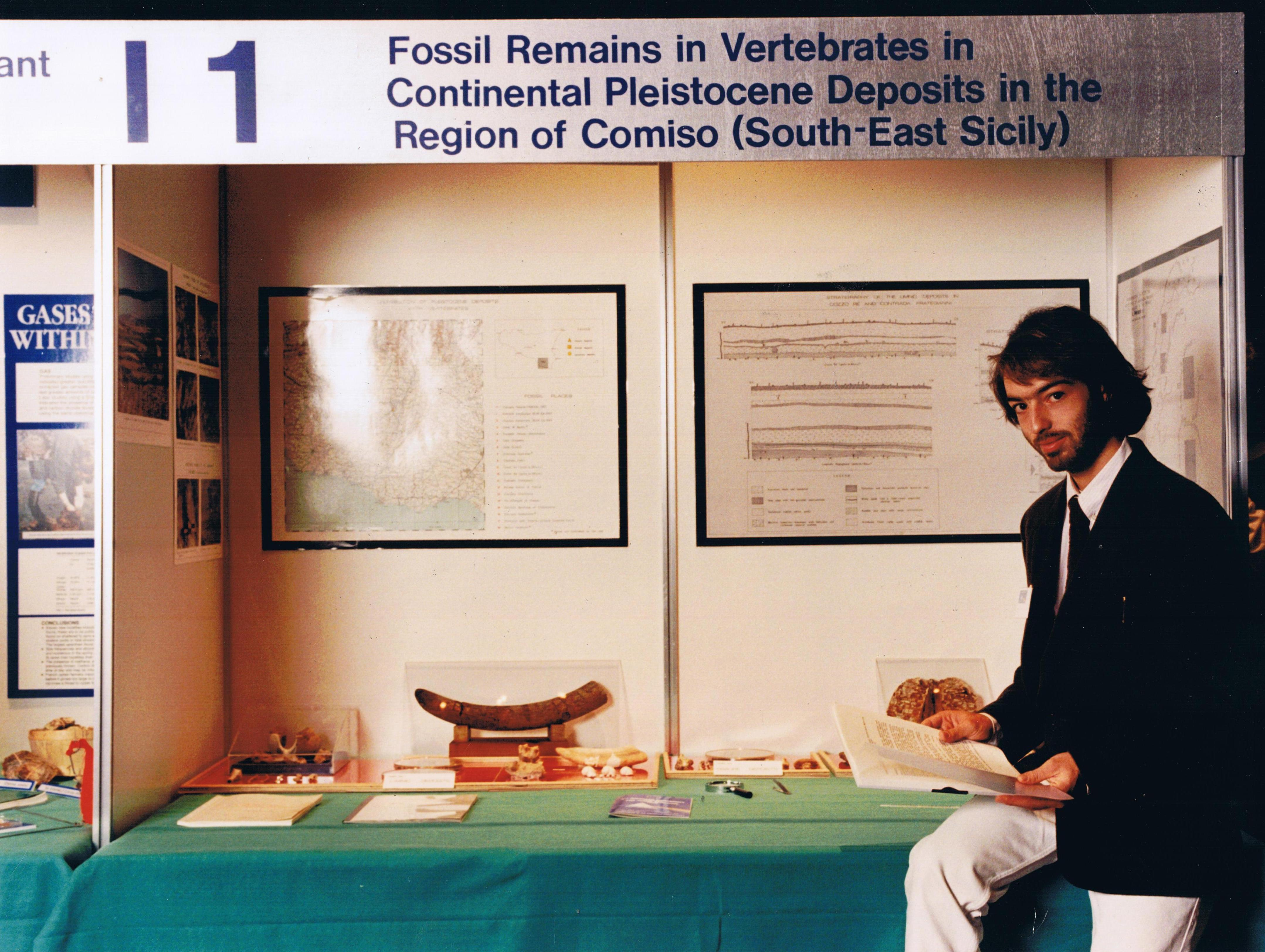
Gianni Insacco at "2nd European Community Contest for young scientists 1990" organized by the EEC in Copenaghen

## Pubblicazioni
- 1992 - Bonfiglio L. & Insacco G. - Palaeoenvironmental, paleontologic and stratigraphic significance of Vertebrate remains in Pleistocene limnic and alluvial deposits from South Eastern Sicily. Palaeogeography, Palaeoclimatology, Palaeoecology[4], Amsterdam.
- 1999 - Insacco G., Zava B. - First record of the Saddled snake eel Pisodonophis semicinctus (Richardson, 1848) in Italian waters (Osteichtyes, Ophichtidae). Atti Soc. it. Sci. nat. Museo civ. Stor. nat. Milano.[5]
- 2000 - Insacco G., Della Mea A., Barberi I., Zava B. - Note su una nidificazione diurna di Caretta caretta (Linnaeus, 1758) nei pressi di Realmonte - AG. First Italian Meeting on Sea Turtle Biology and Conservation, Policoro.
- 2001 - Insacco G., Violani C., Zava B. - New records of Ozobranchus margoi (Apàthy, 1890) on Caretta caretta (Linnaeus, 1758) for the Mediterranean Sea (Hirudinea: Ozobranchidae). 3º Congresso Nazionale Societas Herpetologica Italica. Pianura - Scienze e storia dell'ambiente padano, Pavia.
- 2003 - Bortolotto A., Papini L., Insacco G., Gili C., Tumino G., Mazzariol S., Pavan G., Cozzi B. - First record of a dwarf sperm whale, Kogia sima (Owen, 1866) stranded alive along the coasts of Italy. - 31 st. Symposium of the European Association for Aquatic Mammals. Tenerife, Spain.
- 2005 - Bonfiglio, L., Insacco, G., Mangano, G., Masini, F., Pavia M., Petruso, D. I Vertebrati delle Isole, la Sicilia. Paleontologia dei vertebrati in Italia, Evoluzione biologica, significato ambientale e paleogeografia. Memorie del Museo Civico di St. Nat. di Verona - 2. serie.
- 2010 – G. Insacco, F. Spadola - First record of Lepidochelys kempii (Garman, 1880) in Italian waters of the Mediterranean Sea, Acta Herpetologica[6].
- 2014 - G. Insacco,I Cetacei fossili del Museo Civico di Storia Naturale di Comiso (Ragusa). Museologia Scientifica Memorie. 13/2014, 130-134.http://www.anms.it/upload/rivistefiles/532ec3c23b77a4691d995228e9af624e.pdf
- 2014 - G. Insacco, Giuseppa Buscaino, Gaspare Buffa, Mauro Cavallaro, Ermanno Crisafi, Rosario Grasso, Francesco Lombardo, Giuseppe Lo Paro, Nicolò Parrinello, Maurizio Sarà, Filippo Spadola. Il patrimonio delle raccolte cetologiche museali della Sicilia. Museologia Scientifiche Memorie. 12/2014, 391-405.
- 2014 - Cristiano Dal Sasso, Gianni Insacco, Alfio Alessandro Chiarenza, Davide Di Franco, Agatino Reitano. First record of Ichthyosaurs in Sicily (Upper Triassic of Monte Scalpello, Catania Province). Rivista Italiana di Paleontologia e Stratigrafia 03/2014; 1(120):71-82
- 2015 - Gianni Insacco, Filippo Spadola, Salvatore Russotto, Dino Scaravelli, Eryx jaculus (Linnaeus, 1758): a new species for the Italian herpetofauna (Squamata: Erycidae). Acta Herpetologica 10(2): 149-153.
- 2015 - Jones W.T.; Feldmann R.M.; Schweitzer C.E.; Reitano A. & Insacco G. . New pygocephalomorph (Peracarida) from the Permian of the Sosio Valley (Sicily, Italy). Journal of Crustacean Biology, Volume 35, Numero 5, pp 627 – 632.
- 2015 - Rossana Sanfilippo, Antonietta Rosso, Agatino Reitano & Gianni Insacco. A new tubeworm of possible serpulid affinity from the Permian of Sicily. Acta Palaeontologica Polonica 01/2015; 61(3). DOI:10.4202/app.00209.2015
- 2016 - Insacco G. & Zava B. (2016): First record of the Marbled spinefoot Siganus rivulatus (Forsskal, 1775) in italian waters (Osteichthyes, Siganidae). On: New Mediterranean Biodiversity Records (March 2016). Mediterranean Marine Science 03/2016; 3.4: 236-237
- 2016 - Rossana Sanfilippo, Antonietta Rosso, Agatino Reitano & Gianni Insacco. First record of sabellid and serpulid polychaetes from the Permian of Sicily. Acta Palaeontologica Polonica 01/2017; 62., DOI:10.4202/app.00288.2016
- 2016 - Dirk Fuchs, Gianni Insacco, Agatino Reitano, Yasuhiro Iba. The first coleoid cephalopods from the Upper Cenomanian of Sicily (Italy) and their implications for the systematic-phylogenetic position of the Palaeololiginidae (Teudopseina). Journal of Systematic Palaeontology 07/2016
- 2016 - Gianni Insacco, Filippo Spadola, Dino Scaravelli & Bruno Zava. Report on cetacean strandings in Sicily from 1991 to 2013. Natura Rerum, 4 (2015-2016): 1-13
- 2016 - Gianni Insacco, Filippo Spadola, Mauro Cavallaro, Carmelo Isgrò & Bruno Zava. Occurrence of Common Mink Whale, Balaenoptera acutorostrata (Lacépède, 1804) in Sicily. Natura Rerum, 4 (2015-2016): 15-20
- 2016 - Gianni Insacco, Rik Nulens & Bruno Zava. The Coelacanth, Latimeria chalumnae Smith, 1939 at the Natural History Museum of Comiso, taxidermic preservation and notes on the other world specimens. Natura Rerum, 4 (2015-2016): 25-37ns
- 2016 - Gianni Insacco, Aniello Amato & Bruno Zava. Records of live sharksucker Echeneis naucrates Linnaeus, 1758 in Tyrrhenian and Ionian Seas (Osteichthyes, Echeneidae). Natura Rerum, 4 (2015-2016): 49-51
- 2016 - Gianni Insacco & Bruno Zava. First record of the Blue Crab Callinectes sapidus Rathbun, 1896 (Crustacea, Brachyura, Portunidae) in Sicily. New Mediterranean Biodiversity Records. Medit. Mar. Sci., 18/1, 2017, 186. DOI:
- 2017 - Insacco G. & Zava B. Chlorurus rhakoura Randall & Anderson, 1997 (Perciformes, Scaridae), an Indo-Pacic fish new to the Mediterranean Sea. Mediterranean Marine Science, 18, 285-291
- 2017 - Gianni Insacco, Maria Corsini Foka & Bruno Zava. Trachysalambria palaestinensis (Steinitz, 1932) a new prawn for the italian water(Decapoda, Penaeidae). Cahiers de Biologie Marine 58(4), September 2017
- 2017 - Gianni Insacco & Bruno Zava (2017): Record of a large pregnant female of Carcharhinus obscurus (Lesueur, 1818) in the Mediterranean Sea. Medit. Mar. Sci., 18/2, 2017, 363-364
- 2018 -Gianni Insacco, Filippo Spadola, Bruno Zava: Diurnal nesting of Caretta caretta (Linnaeus, 1758) in Southern Tyrrhenian Sea. Russian Journal of Herpetology 07/2018; 25(2)
- 2020 - Gianni Insacco, Bruno Zava, Maria Corsini-Foka (2020). Findings of Notospermus geniculatus (Delle Chiaje, 1828) (Nemertea, Heteronemertea, Lineidae) in the Mediterranean islands of Sicily and Rhodes. February 2021 Arxius de Miscellania Zoologica.  DOI: 10.32800/amz.2021.19.0001
- 2021 - Gianni Insacco, 143.	Gianni Insacco, Bruno Zava, Maria Corsini-Foka (2021). Occurrence of juveniles Luvarus imperialis (Actinopterygii: Perciformes: Luvaridae) in the Strait of SicilyActa Adriatica 62(1):111 – 116, July 2021
- 2022 - Gianni Insacco, Aniello Amato, Bruno Zava, Maria Corsini-Foka (2022). Additional capture of Halosaurus ovenii (Actinopterygii: Notacanthiformes: Halosauridae) in Italian Waters. Annales · Ser. hist. nat. · 32 · 2022 · 2, 273–280. doi 10.19233/ASHN.2022.27
- 2022 - Gianni Insacco, Gildo Gavanelli, Bruno Zava, Maria Corsini-Foka (2023). An overlooked finding of Mola alexandrini (Ranzani, 1839) in the Adriatic sea. ANNALES Ser. hist. nat. 33, 2023, 2: 221-228
- 2022 - Delfino, M., Fritz, U., Bonfiglio, L., Marino, L., Ragni, C., & Insacco, G. (2023). Late Pleistocene evidence for the presence of Hermann’s tortoise (Testudo hermanni) in Sicily. Bollettino della Società Paleontologica Italiana, 63(2): 289-299. https://dx.doi.org/10.4435/BSPI.2023.11
- 2022 - Gianni Insacco, Bruno Zava & Marco Masseti (2023). Two late 1800s wolves, Canis lupus Linnaeus, 1758 (Mammalia Canidae), from the Hyblean Mountains, in eastern Sicily. Biodiversity Journal, 2023,14 (4): 765–773. https://doi.org/10.31396/Biodiv.Jour.2023.14.4.765.773
- 2024 . Gianni Insacco, Bruno Zava, Filippo Spadola, Danilo Scannella,Alan Deidun, Franco Cigala-Fulgosi, Massimiliano Valastro, Antonio Di Natale, Corrado Piccinetti, Maria Corsini-Foka (2024). Additional records of the little sleeper shark, Somniosus rostratus (Elasmobranchii: Squaliformes: Somniosidae), in Mediterranean Sea. Acta Ichthyologica et Piscatoria 54, 2024, 139–150. https://doi.org/10.3897/aiep.54.121813